# Giao hưởng số 94 (Haydn)

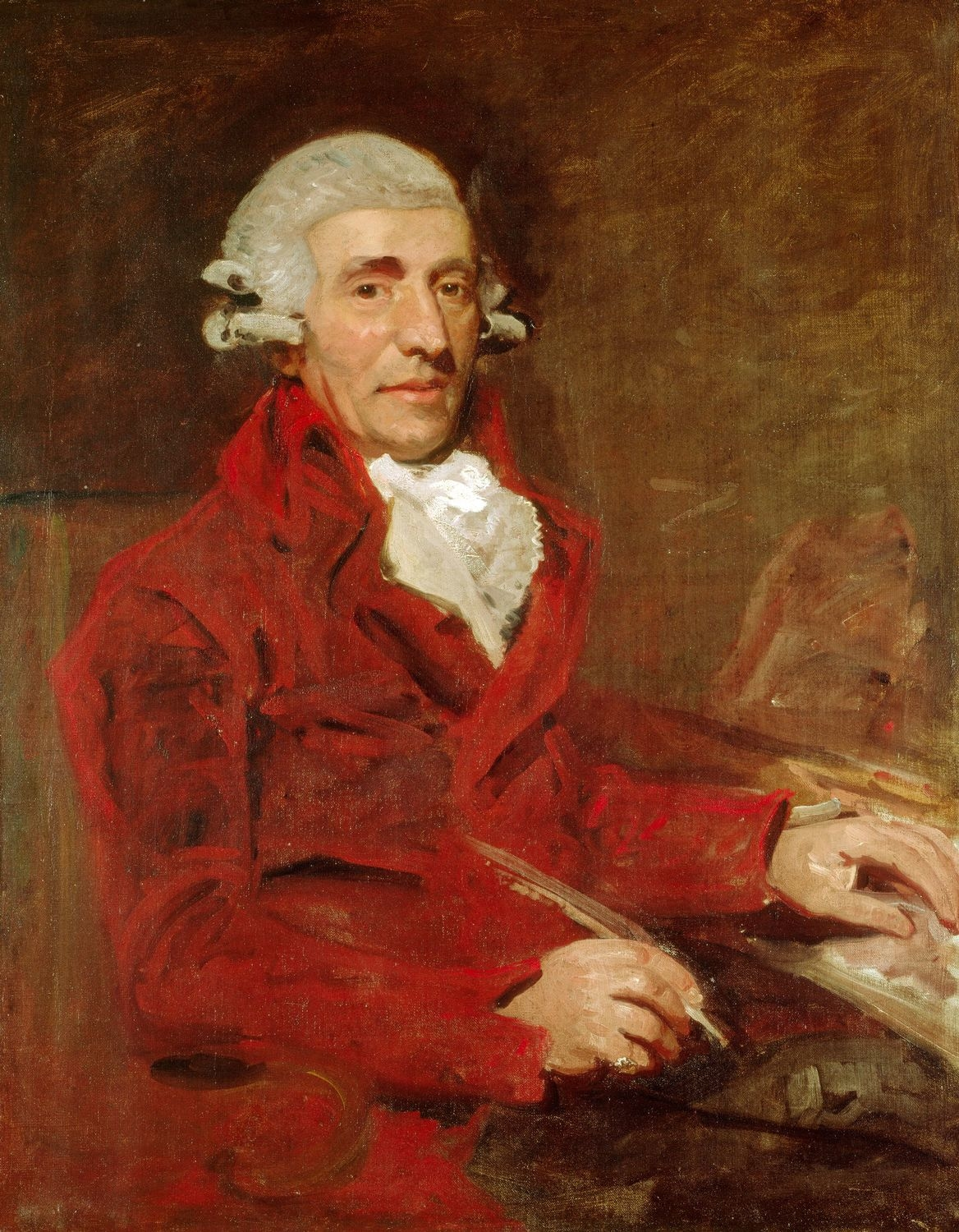
Haydn khoảng năm 1791

Giao hưởng số 94 cung Sol trưởng hay còn gọi là Giao hưởng giật mình là bản giao hưởng được nhà soạn nhạc người Áo Joseph Haydn sáng tác vào năm 1791 tại London, Anh. Sở dĩ lại có tên này vì ở chương chậm (chương 2) bất thình lình trống vang lên rất mạnh. 

## Sáng tác và ra mắt
Haydn đã viết bản giao hưởng này vào năm 1791 tại London cho một chuỗi các buổi hòa nhạc mà ông đã sáng tác trong chuyến thăm đầu tiên của mình đến Anh (1791–1792). Buổi ra mắt diễn ra tại Quảng trường Hanover ở Luân Đôn vào ngày 23 tháng 3 năm 1792, với sự chỉ huy trưởng của Haydn. Ông ngồi cạnh một cây fortepiano.

## Sắp xếp và các nhạc cụ
Bản Giao hưởng giật mình được sắp xếp cho một dàn nhạc theo Cổ điển bao gồm hai loại sáo, oboe, bassoon, kèn horn, kèn trumpet, cộng với timpani và phần dây thông thường bao gồm vĩ cầm (hai bè), vĩ cầm trầm, cello và contrabass. Thời lượng biểu diễn của Bản giao hưởng giật mình sẽ thường kéo dài khoảng 23 phút.

## Biệt danh
Âm nhạc của Haydn chứa đựng nhiều câu chuyện cười, và bản giao hưởng giật mình này có lẽ là tác phẩm nổi tiếng nhất: một hợp âm fortissimo đột ngột ở cuối phần mở đầu của chủ đề piano ở chương thứ hai dạng hợp âm. Sau đó, âm nhạc trở lại động tĩnh lặng ban đầu như thể không có gì xảy ra, và các giai điệu tiếp theo không lặp lại trò đùa này. Trong tiếng Đức, tác phẩm được gọi là Symphony mit dem Paukenschlag, hoặc, với nét trống kettledrum.

Khi Haydn về già, người viết tiểu sử Georg August Griesinger đã hỏi ông rằng liệu ông viết "điều bất ngờ" này có để đánh thức khán giả hay không. Haydn trả lời:
Không, nhưng tôi quan tâm đến việc gây ngạc nhiên cho công chúng với một cái gì đó mới mẻ, và có được một màn ra mắt rực rỡ. Học trò của tôi là Pleyel, lúc đó đang tham gia một dàn nhạc ở London (năm 1792) và có buổi hòa nhạc đã khai mạc một tuần trước đó, không nên vượt qua tôi. Chương Allegro đầu tiên trong bản giao hưởng của tôi đã nhận được vô số sự tán dương, nhưng sự nhiệt tình đã đạt đến đỉnh cao nhất ở Andante với tiếng trống Drum Stroke. "Lần nữa! Lần nữa!" Những tiếng hòa thanh vang lên trong từng cổ họng và chính Pleyel đã khen tôi về ý tưởng của mình.
Tác phẩm đã được yêu thích ngay tại buổi ra mắt lần đầu. Nhà phê bình của Woodfall's Register đã viết:
Chương thứ ba từ bản giao hưởng của Haydn là một Overture mới [tức là giao hưởng], nó có giá trị rất phi thường. Đơn giản, sâu sắc và cao siêu. Chương andante được đặc biệt ngưỡng mộ.
Một nhà phê bình từ tờ Morning Herald viết:
Căn phòng trở nên đông đúc vào đêm qua... Một sáng tác mới từ một người đàn ông như Haydn là một sự kiện lớn trong lịch sử âm nhạc. - Điểm mới lạ của ông ấy trong đêm qua là một bản Overture hoành tráng, mặc dù với chủ đề câu nhạc của nó rất đơn giản, nhưng mở rộng đến mức độ phức tạp lớn hơn, [sic] được điều khiển một cách điêu luyện và có được hiệu ứng nổi bật. Những tràng pháo tay diễn nhiệt liệt và nhiều.
Bản giao hưởng vẫn còn phổ biến cho đến ngày nay, và vẫn thường xuyên được biểu diễn và thu âm.

## Cấu trúc
Giống như tất cả các bản giao hưởng "London" của Haydn, tác phẩm có bốn chương, được đánh dấu như sau:
1. Adagio cantabile – Vivace assai
2. Andante
3. Menuetto: Allegro molto
4. Finale: Allegro molto

Chương thứ nhất có nhịp 3
4, phần giới thiệu trước giai điệu chính có nhịp điệu 6
8
Chương thứ hai, mang tên "bất ngờ", là một chủ đề có nhịp andante và các biến thể trong nhịp 2
4 tại cung thể hạ quãng năm của Sol trưởng, Đô trưởng. 
Chương thứ ba, là một minuet và trio, ở dạng bậc ba trong giọng chủ (Sol trưởng). Nhịp độ allegro molto (rất nhanh), có sự đáng chú ý vì nó đánh dấu sự chuyển dịch lịch sử khỏi điệu minuet cũ (được chơi ở nhịp độ chậm hơn, có thể nhảy được) sang scherzo.
Chương thứ tư, là một bản nhạc kết thúc một đêm âm nhạc của Haydn một cách nhịp nhịp nhàng, tràn đầy năng lượng và hấp dẫn. Chương này được viết dưới dạng sonata rondo.